# 仙战online
《仙战online》（亦称仙战）是一款二维写实类的大型多人在线角色扮演游戏的手机游戏。由深圳中青宝互动网络股份有限公司（下称中青宝）运营。仙战online于2013年6月15日进行第一次技术测试，并6月21日在深圳华侨城举行发布会。由于受手机游戏市场热度高涨，运营仙战online的游戏公司深圳中青宝因此受到影响，其股价上涨3倍。

## 事件时间表
依照官方网站记载，可能与真实时间略有出入
- 2013年6月15日：游戏进行第一次测试。
- 2013年6月21日：游戏深圳华侨城举行发布会。
- 2013年7月31日：游戏终极删档内测。[2]
- 2013年8月8日：游戏不删档内测。

### 游戏背景
仙战的游戏背景是由架空的修仙故事构成。时代起始于盘古开天的上古时代。游戏背景构建了各天神与鬼怪之间的争斗与仇怨。游戏主角从出生就以修仙为己任，经历各种磨难，成功渡过凡人期，练气期、筑基期、元婴期、炼虚期、大成期最终成为仙众一员之为各自的使命行走游戏世界。

## 游戏玩法
仙战online将PC端的RPG玩法几乎全部搬在了手机网游上，游戏中法宝祭炼（玩家在到达一定等级后获得法宝，法宝可以赋予玩家各类属性）、装备强化（对装备进行进阶和升品，提升角色属性）、坐骑进阶、天元心法（类似于常见武侠网游中的经脉系统）、鸿钧仙境（单人副本）、世界BOSS、竞技场、仙府寻宝是其官方宣称的八大亮点玩法。
扮演角色不同的等级需到不同级别的地图进行任务修炼：1到10级，新手村；11-30级：昆仑古殿；31级到40级：桃园圣境；51级-60级：万仙峰；61级到70级：幽冥沼泽；71级到80级：南疆古迹；80级到90级：锁妖洞。